# Melissa Jennison
Melissa Jennison, född 7 maj 1982, är en australisk bågskytt. Hon deltog vid olympiska sommarspelen 2000 och olympiska sommarspelen 2004.